# أليساندرو فاي
أليساندرو فاي (بالإيطالية: Alessandro Fei) (29 نوفمبر 1978 في إيطاليا - ) هو لاعب كرة طائرة إيطاليا في مركز مهاجم ‏. شارك في الألعاب الأولمبية الصيفية 2000 والألعاب الأولمبية الصيفية 2012 والألعاب الأولمبية الصيفية 2008 والألعاب الأولمبية الصيفية 2004. ولعب مع فولي لوب.

## وصلات خارجية
- أليساندرو فاي على موقع الاتحاد الدولي beach volleyball database (الإنجليزية)
- أليساندرو فاي على موقع الاتحاد الأوروبي (الإنجليزية)
- أليساندرو فاي على موقع عالم الكرة الطائرة (الإنجليزية)
- أليساندرو فاي على موقع دوري الدرجة الأولى الإيطالي للكرة الطائرة - رجال (الإيطالية)
- أليساندرو فاي على موقع اللجنة الأولمبية الدولية (الإنجليزية)
- أليساندرو فاي على موقع أوليمبيديا (الإنجليزية)
- أليساندرو فاي على موقع اللجنة الأولمبية الإيطالية (الإيطالية)
- أليساندرو فاي على موقع CONI honoured athlete website (الإيطالية)